# Guillem VI d'Alvèrnia
Guillem VI fou comte d'Alvèrnia successor del seu pare Robert I d'Alvèrnia. Va fer donacions a l'església de Clarmont el 1030 i 1034. A la festa de Pentecostes de 1059, va assistir a la coronació del rei Felip I de França. Va morir el 1064. Es va casar amb Felipa, filla d'Esteve de Gavaldà, i va ser el pare de Robert II d'Alvèrnia i d'Esteve, bisbe de Clarmont d'Alvèrnia el 1054.